# The Royal Doll Orchestra
The Royal Doll Orchestra (人形宮廷楽団, Ningyō kyūtei gakudan, Orchestre royal de guignols) est un manga shōjo de Kaori Yuki, où un petit orchestre dirigé par le chanteur Rutile lutte contre des zombies qui dévastent le pays, désignés sous le nom de guignols. L'usage de répertoires musicaux spéciaux a le pouvoir de faire éclater mortellement tout zombi qui en entendrait l'exécution. Au-delà de l'aide que Rutile apporte grâce à son talent, il cherche secrètement à briser le mauvais sort qui pèse sur les siens.

## Trame

### Univers
L'histoire se passe dans un monde sans époque réinventé par l'auteur. Celle-ci s'inspire directement de monuments européens et notamment français pour ses décors, ainsi que de costumes des siècles passés, et va aussi mêler armes et véhicules motorisés d'époques différentes. Kaori Yuki avoue que cet univers lui évoque plus ou moins la France et le Moyen Âge.
Le pays où se déroule l'histoire est régi par la reine Gem Silica, qui possède le pouvoir d'anéantir une ville infestée de guignols. Elle dirige les orchestres royaux qu'elle dépêche là où leurs services sont nécessaires, afin de tuer des zombis avec leur musique. Il existe un orchestre officiel dirigé par Morion, et un orchestre officieux mené par Rutile.
Contre la Cour complote le Sénat, composé de quatre anciens membres d'apparence très jeune. Ils cherchent à évincer la reine dans une lutte de pouvoir.

### Guignols
Guignol est le nom donné aux humains transformés en zombis. Les hommes mordus par un guignol attrapent un virus mortel qui durcit leur peau et les transforme peu à peu en pantins assoiffés de sang. Pour introduire sa série de manière poétique, Kaori Yuki évoque Coppélia, fille-poupée du ballet du même nom.
Pourquoi le mot guignol pour désigner des zombis plutôt que ningyō (人形, marionnette, poupée) ? L'auteur explique que c'est une référence au Théâtre du Grand Guignol, scène parisienne du début du XXe siècle spécialisée dans les pièces de théâtre d'horreur à sensations, mais aussi parce qu'elle aimait bien la sonorité du mot.

### Personnages
Ils ont la particularité de porter des noms de minéraux en anglais, mis à part Kohaku. Attention, les descriptions ci-dessous peuvent révéler des informations notoires faisant partie de l'intrigue.

#### Orchestre royal
Chanteur prodige, il est le chef du groupe et aussi le frère de la reine. On le confond souvent avec une fille tellement son apparence est androgyne. Autrefois, il était dans un autre orchestre où il n'était pas aussi consciencieux que maintenant. Il cache d'ailleurs un passé sanglant et cherche depuis à s'en repentir. Il veut sauver sa sœur du mal qui la ronge et cherche une manière douce d'éliminer les guignols. Son nom est parfois orthographié - sans doute à tort - Lucille, mais de fait il est impossible de connaître l'orthographe exacte en se basant seulement sur son nom en katakana.
Kohaku (琥珀, ambre)
Violoniste doué qui joue sur un violon blanc. C'est un expert en combat et en armes en tout genre. Sa cicatrice sur le visage est le témoin d'un épisode de sa jeunesse où il s'était fait attaquer par un guignol.
Gwindel
Le violoncelliste du groupe. Son instrument est argenté, et il se promène toujours avec un hérisson. Autrefois il était un sculpteur hors pair, mais à la suite d'événements tragiques, il a rejoint l'orchestre.
Eles
De Elestial. C'est une pianiste adolescente naïve que Rutile va rapidement recruter car son toucher très expressif a la rare faculté de toucher le cœur des guignols, de les attirer et les rendre mélancoliques. Elès se fait passer pour un garçon car elle a repris l'identité de son défunt frère jumeau. son vrai nom est Celestite. Elle joue sur un piano de cristal sur lequel jouait un autre pianiste avant elle, chose qu'elle ressent parfois lorsqu'elle s'exerce.
Son entrée en scène dans le manga n'est pas sans rappeler celle de Kouraï dans Angel Sanctuary, laquelle se faisait passer pour un garçon en guise de couverture.

#### Autres
La reine Gem Silica
Son prénom d'origine est Cordiérite, Rutile dont elle est la sœur l'appelle Cordié. Elle est très colérique et utilise le pouvoir de la lumière divine pour détruire une ville infestée à plus de 70 % de guignols. On en apprend plus sur elle après le chapitre 14. Rousse avec des taches de rousseur dans son enfance, ses cheveux ont maintenant une couleur s'approchant du blond vénitien.
Morion
Comte au service de la reine, à qui il a juré fidélité. Il est à la tête de l'orchestre officiel.
Berthiérite
Surnommé Berthié. Il porte un masque de chat qui cache un visage à moitié défiguré. C'était l'ancien pianiste de l'orchestre de Rutile, au jeu froid. Il était proche de ce dernier et ils partagent un passé commun sombre. Berthié est quelqu'un de sanguinaire qui n'hésite pas à tuer. Il travaille pour le Sénat où il est désigné comme étant l'accordeur. Ses cheveux sont bleus.
Spinelle
Une chanteuse à large tessiture. Elle a été une camarade de Rutile lors de leur formation de chanteur, et Rutile l'a beaucoup aidée. Elle travaille maintenant comme espionne pour la Cour et ne semble pas bien s'entendre avec Rutile. Un de ses pseudonymes est ruby, pierre précieuse à la couleur proche du spinelle. Elle a les cheveux bleutés et les yeux rouge.
Meerschaum, Richtérite, Jasper, Valentinite
Les quatre membres du Sénat. Ils ont l'apparence d'enfants mais ont en réalité plus de 100 ans.

## Publication
Cette série a débuté dans le mensuel shōjo Betsuhana n°8 de 2008, paru le 26 juin. Le premier tome est sorti au Japon le 19 février 2009 sous le label Hana to Yume Comics de Hakusensha. La série totalise 5 volumes avec le dernier livre publié le 19 août 2010.
Orchestre Royal de Guignols est le sous-titre donné par Kaori Yuki elle-même à sa série, qu'elle a écrit en français. Elle critique par ailleurs son propre choix de titre en reconnaissant son ambiguïté : à première lecture, on peut comprendre qu'il s'agit d'un orchestre composé de guignols, alors qu'il s'agit d'un orchestre agissant contre les guignols.
En Europe, la série est éditée en Allemagne, en Italie et en France chez Tonkam. Le premier tome est sorti le 30 juin 2010 sous le titre The Royal Doll Orchestra, comme l'édition allemande. Elle est disponible depuis octobre 2010 en anglais chez Viz Media.

### Chapitres
Kaori Yuki emploie élégamment le terme musical d'opus pour désigner ses chapitres. Le manga se découpe en une série d'épisodes qui s'étendent souvent sur plusieurs chapitres. L'auteur utilise beaucoup de mots français pour les titres, qu'elle écrit parfois en caractères latins ou parfois en furiganas.
Ci-dessous la liste complète des épisodes, avec en premier à gauche le titre principal; la traduction française à droite est donnée à titre indicatif. La série totalise 18 chapitres.

#### Volume 1
- Nemurenu ningyō no tame no jokyoku (眠れぬ人形のための序曲, Ouverture pour marionnettes insomniaques?) : 2 chapitres.
- Toraware no sayonakidori (囚われの小夜鳴鳥, Le rossignol en captivité?) : 2 chapitres.

#### Volume 2
- Joō-heika to kyūtei dōkeshi/jester (女王陛下と宮廷道化師(ジェスター), La Reine et le bouffon?) : 2 chapitres.
- Ongaku higeki/Tragédie lyrique (音楽悲劇(トラジディ・リリック), Tragédie lyrique/Torajidi ririkku?) : 2 chapitres.

#### Volume 3
- Ongaku higeki/Tragédie lyrique (音楽悲劇(トラジディ・リリック), Tragédie lyrique/Torajidi ririkku?) : 1 chapitre.
- Ma chérie (マ・シェリ, Ma sheri?) : 3 chapitres.

#### Volume 4
- Stigmate (スティグマ, Sutiguma?) : 1 chapitre.
- Quatuor mosaïques (モザイク四重奏, Mosaic shijūsō?) : 2 chapitres.
- Kyūtei gin'yū kajin/troubadour no ai no uta (宮廷吟遊歌人(トレベドゥール)の愛の歌, Le chant d'amour du troubadour?) : 1 chapitre.

#### Volume 5
- Kyūtei gin'yū kajin/troubadour no ai no uta (宮廷吟遊歌人(トレベドゥール)の愛の歌, Le chant d'amour du troubadour?) : 2 chapitres.
- Camelot Garden - One-shot indépendant (2008)